# چای چینی
چای چینی به‌طور کلی به شش دستهٔ اصلی تقسیم می‌شود: چای سفید، سبز، زرد، اولونگ، سیاه و تخمیر شده. برخی منابع، دو گروه دیگر یعنی چای‌های معطر و فشرده را نیز به این دسته‌بندی می‌افزایند. تمامی این انواع چای از گونه‌های مختلف گیاه کاملیا سیننسیس به دست می‌آیند. بیشتر چای‌های چینی در داخل چین کشت و مصرف می‌شوند، با این حال در رستوران‌ها و فروشگاه‌های چینی در سراسر جهان نیز به راحتی یافت می‌شوند. در چین، چای سبز رایج‌ترین نوع چای مصرفی است و پس از آن، چای سیاه در رتبهٔ دوم قرار دارد. درون این دسته‌بندی‌های اصلی، تنوع گسترده‌ای از انواع نوشیدنی‌ها وجود دارد. بخشی از این گوناگونی، ناشی از تفاوت در گونه‌های گیاه کاملیا سیننسیس است؛ با این حال، مهم‌ترین عامل در ایجاد این تنوع، تفاوت در روش‌های فرآوری چای پس از برداشت برگ‌هاست. چای‌های سفید و سبز بلافاصله پس از چیدن، در معرض حرارت قرار می‌گیرند، فرآیندی که در زبان چینی شا چینگ (杀青; 殺青; shā qīng) نامیده می‌شود، تا از اکسید شدن آن‌ها جلوگیری شود. سایر تفاوت‌ها نیز از گوناگونی مراحل فرآوری چای ناشی می‌شوند.

## چای‌خانه‌ها
چای‌خانه‌های چینی به مکان‌های عمومی‌ای گفته می‌شود که مردم در آن گرد هم می‌آیند تا چای بنوشند و اوقات فراغت خود را سپری کنند. چای‌خانه در چین قدمتی طولانی دارد. نخستین شکل‌گیری آن به دوران کای‌یوان از دودمان تانگ (۷۱۳–۷۱۴ میلادی) بازمی‌گردد و در دوران دودمان سونگ به تدریج به یک پدیده رایج بدل شد. از دوران دودمان مینگ و چینگ به بعد، فرهنگ چای‌خانه‌ای به بخشی جدایی‌ناپذیر از فرهنگ ناحیه‌ای چین تبدیل شد.
نوشیدن چای صبحگاهی رسمی رایج در بسیاری از استان‌های چین است و فارغ از موقعیت اجتماعی یا هویت افراد، انجام می‌شود. مردم معمولاً دو یا سه نفره به چای‌خانه می‌روند تا در حین نوشیدن چای، استراحت کنند، سرگرم شوند یا از اخبار و اطلاعات روز آگاه شوند. در چای‌خانه‌ها می‌توان سالخوردگانی را دید که از شادی‌ها و غم‌های گذشته سخن می‌گویند، یا جوانانی که دربارهٔ آرزوها و آیندهٔ خود گفت‌وگو می‌کنند.
در دههٔ ۱۹۷۰، چای‌خانه‌های چینی به هنگ کنگ گسترش یافتند. از جمله چای‌خانه‌های شاخص در آن دوران می‌توان به «ین ین»، «تسوی هیونگ یوئن»، «پاک چیوک»، «یین بون لاو» و «وون تین» اشاره کرد. بازرگانان از چای‌خانه‌ها به‌عنوان مکانی برای تبادل اطلاعات و انجام امور تجاری استفاده می‌کردند. برای نمونه، ممکن بود یک تاجر یشم، معامله‌ای را در چای‌خانه به سرانجام برساند.
باغ چای، نوعی چای‌خانه است که درون آن یا در فضای پیرامونی‌اش یک باغ چینی یا باغ سنتی خانگی به سبک چینی طراحی شده است؛ جایی که مردم می‌توانند در فضایی دل‌انگیز از نوشیدن چای لذت ببرند.
چای‌خانه‌های چینی از معدود نهادهای اجتماعی سنتی هستند که جاذبهٔ فرهنگی و اجتماعی‌شان فراتر از کارکرد اصلی آن‌ها، یعنی فروش چای است. از دیدگاه تاریخی، چای‌خانه رابطه‌ای تنگاتنگ با شیوهٔ زندگی مردم چین داشته و بخشی جدایی‌ناپذیر از ساختار اجتماعی آنان به‌شمار می‌رود.

## تجارت
در قرن هجدهم، زمانی که چای به تدریج در انگلستان رایج شد، بیشتر مردم بریتانیا تمایل داشتند چای‌هایی را خریداری کنند که در منطقهٔ دلتای رود یانگ‌تسه و استان فوجیان کشت می‌شدند. از اواسط دههٔ ۱۹۹۰، روند رشد صادرات چای چین با کاهش مواجه شده است. در مقایسه با دههٔ ۱۹۸۰، حجم صادرات از ۲۳۲ تن به ۱۷۰ تن کاهش یافته که معادل کاهشی حدود ۲۶٫۷ درصد است. دلیل اصلی این کاهش، گسترش استانداردهای ایمنی چای و محدودیت‌های حداکثر باقی‌ماندهٔ آفت‌کش‌ها در بازارهای بین‌المللی بوده که تأثیر منفی بر صادرات چین گذاشته است.

## برای مطالعهٔ بیشتر
- Evans, John C. , Tea in China: The History of China's National Drink. Contributions to the Study of World History, Number 33. Greenwood Press: New York; Westport, Connecticut; London, 1992. ISSN 0885-9159, شابک ‎۰−۳۱۳−۲۸۰۴۹−۵
- Forbes, Andrew ; Bently, David (2011). China's Ancient Tea Horse Road. Chiang Mai: Cognoscenti Books. ASIN: B005DQV7Q2